# أغنام شتلاند
خروف شتلاند هي سلالة من الأغنام الصغيرة منتجة للصوف نشأت في جزر شتلاند ، اسكتلندا ، والان هي موجودة في اماكن كثيرة من العالم وهي جزء من مجموعة الأغنام قصيرة الذيل في أوروبا الشمالية ، ويرتبط ارتباطًا وثيقًا بالأغنام الاسكتلندية المنقرضة دونفيس . يتم تصنيف اغنام جزر شيتلاند على أنها سلالة أصلية أو سلالة "غير محسنة". يتم الاحتفاظ بهذه السلالة لصوفها الناعم جدًا وللحومها
على الرغم من أن سلالة شيتلاند صغيرة وبطيئة النمو مقارنة بالسلالات الجديدة، إلا أنها قوية ومقتصدة وقابلة للتكيف وطويلة العمر. نجت سلالة شتلاند لعدة قرون في ظروف صعبة وعلى نظام غذائي سيئ، لكنها تزدهر في ظروف أفضل. تحتفظ سلالةشيتلاند بالعديد من غرائز البقاء ، لذا فإن العناية بها أسهل من السلالات الحديثة.
- سلالات حيوانات شيتلاند